# Union Clissons Korrigans
Pour les articles homonymes, voir UÇK.
L'Union Clissons Korrigans (plus connue sous le sigle UCK) est un club sportif de Vannes (Morbihan). Depuis 1992, il a fusionné avec la NEF (Nouvelles Équipes féminines) au sein de l'UCK-NEF.

## Histoire
L'UCK résulte de la fusion (1946) de deux « patros », les Clissons et les Korrigans, respectivement fondés en 1906 et 1905. 

### Football
L'équipe de football de l'UCK joua en troisième division dans les années 1980, ce qui donna lieu à de nombreux derbys contre l'autre équipe vannetaise, le Véloce vannetais. L'UCK prit le nom de Vannes Football Club en 1991, puis fusionna avec le Véloce en 1998 sous le nom de Vannes Olympique Club.

#### Entraîneurs
- 1985-1986 :  Bernard Maligorne

## Activités
L'UCK-NEF possède un complexe sportif de 3 300 m2 dans le quartier du Bondon, à Vannes, depuis 1993. Le club compte 1 300 licenciés, répartis au sein de diverses associations sportives: arts martiaux, basketball, cyclisme, danse, gymnastique, trampoline, badminton, volleyball. Il fédère aussi une association de tango et une de billard français.